# Шпунт Ларсена

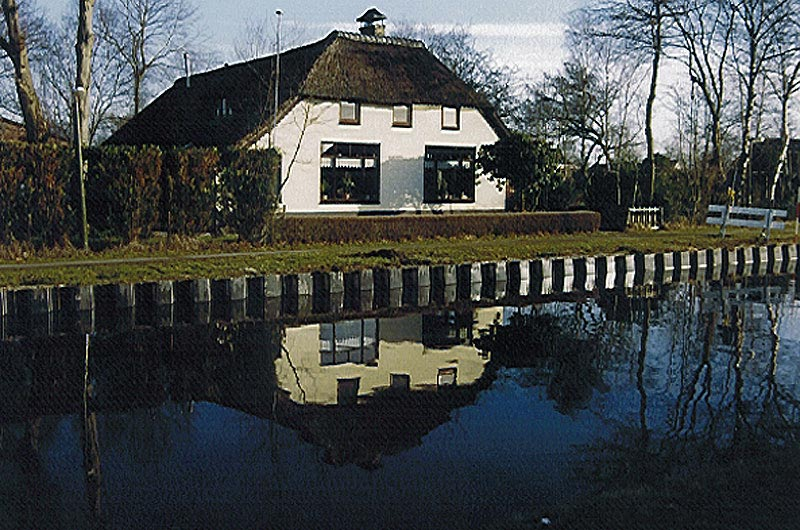

Шпунт Ларсена — вид металлического профиля, представляющий собой жёлоб c закруглёнными краями боковых стенок (пазами) или замками.

## История
Идея взять металлическую полосу, загнуть её кромки буквой U, чтобы потом такие полосы можно было бы соединять краями и забивать в землю для получения сплошной стены, разделяющей воду и грунт (или разные типы грунтов или вод), пришла в 1902 году главному инженеру немецкого города Бремен Трюгве Ларсену (нем. Tryggve Larssen). Он запатентовал своё изобретение в 1910 году, но массовое производство такого шпунта началось только после того, как его удалось сделать относительно недорогим в производстве: в 1912 году сталелитейный конгломерат Thyssen начал горячую прокатку шпунта, сохранив название в честь изобретателя.
В настоящее время шпунт широко используется при укреплении берегов водоёмов и других искусственных насыпей, а также с целью защиты откосов выемок от обрушения, затопления периметра выемки, перемещения грунтов внутри рабочей зоны строительной площадки.

## Описание

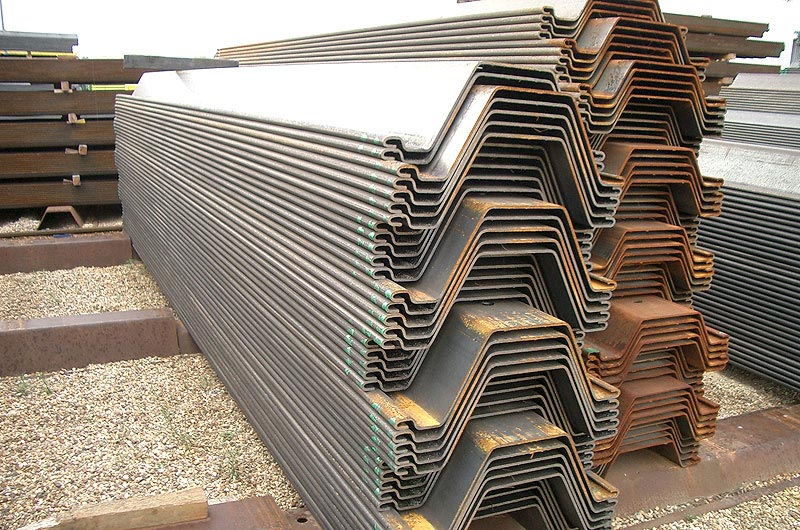
Штабеля шпунта Ларсена

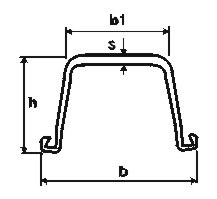
Профиль шпунта Ларсена

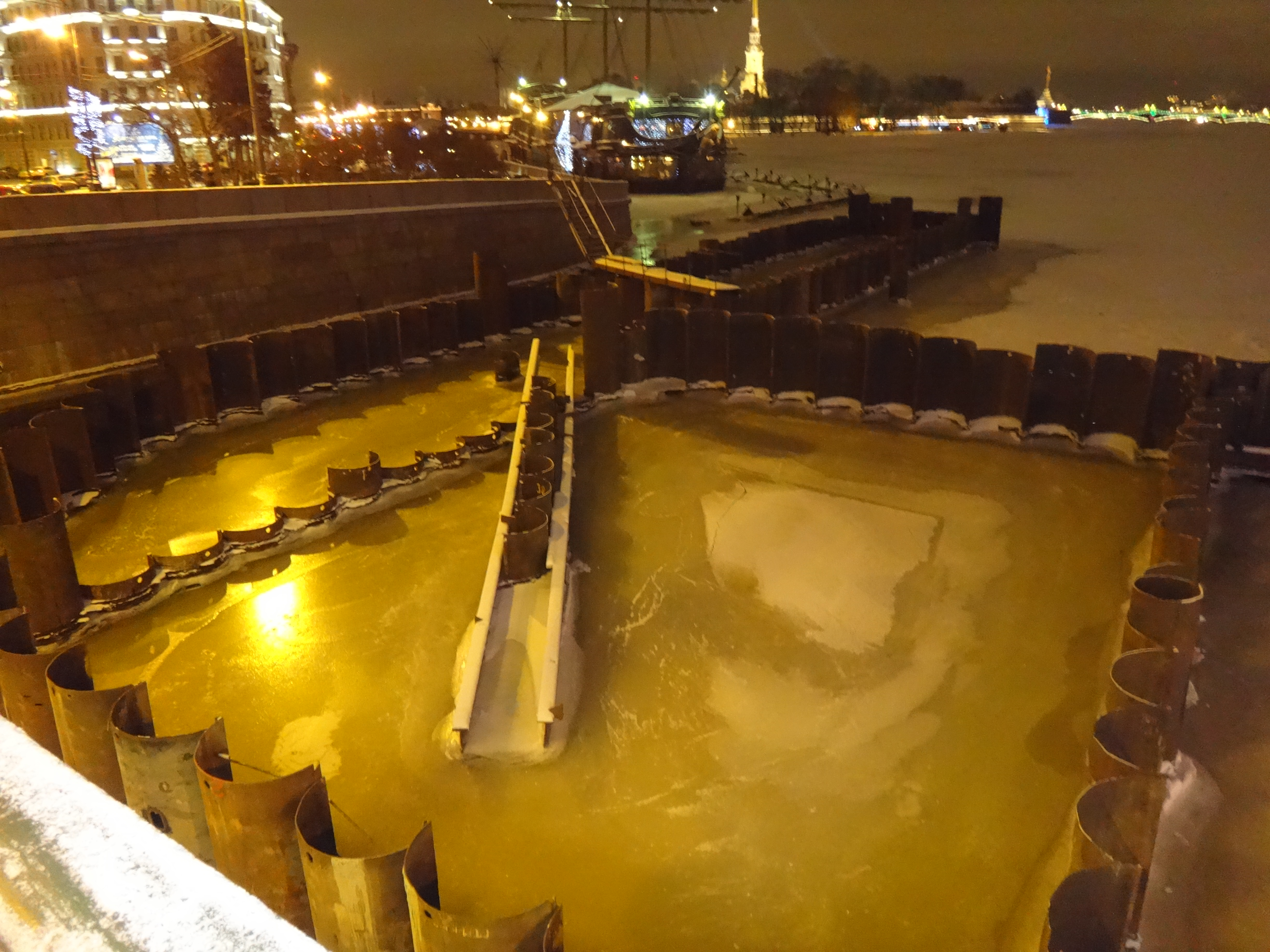
Шпунтовые работы у Биржевого моста. Готовый кессон

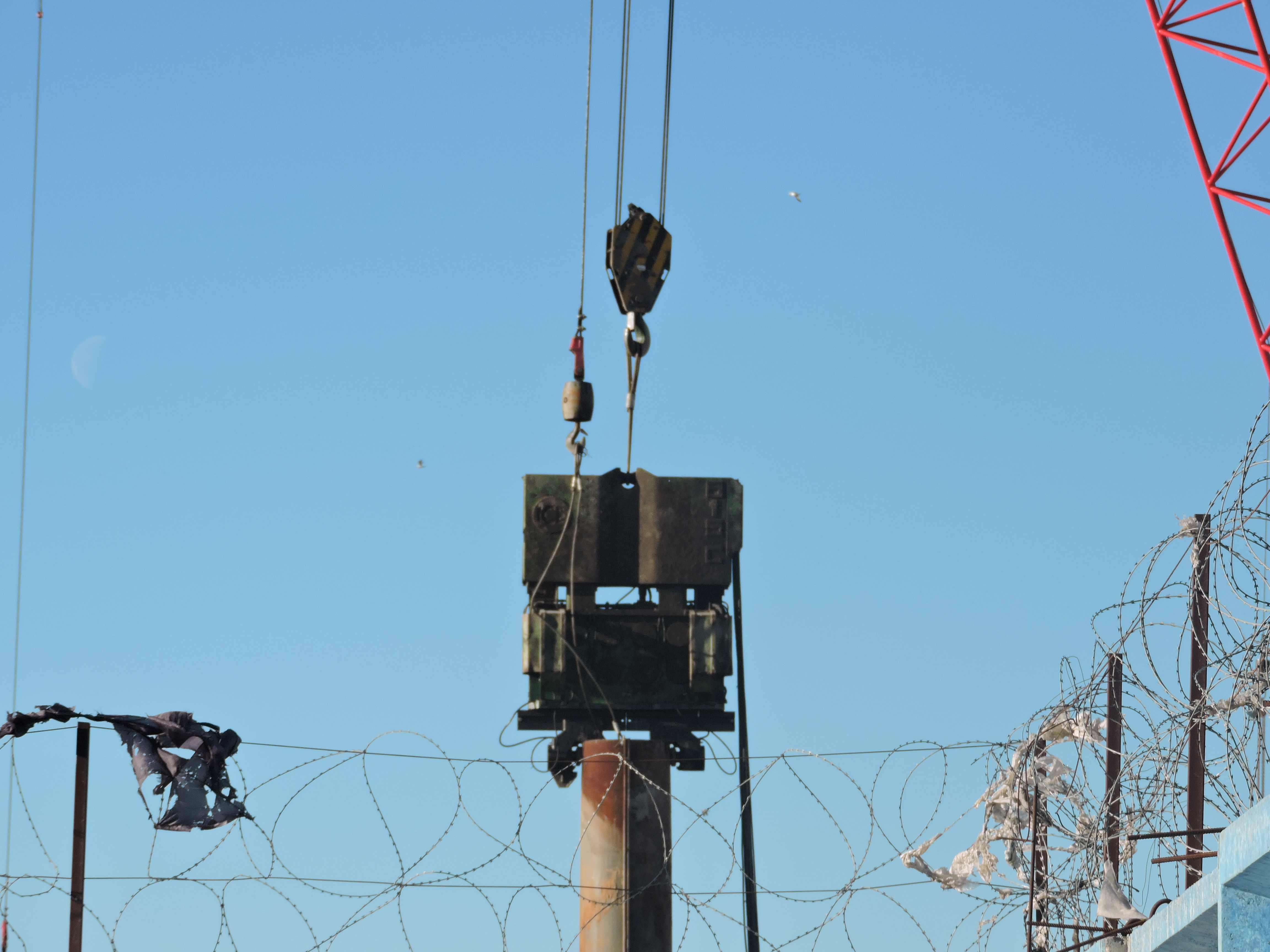
Вибропогружатель, применяемый для погружения шпунтин методом вибрации

Помимо корытообразного U-профиля, шпунт Ларсена выпускается с различным поперечным профилем, таким как S, Z, L, Ω (Omega) — глубокий корытообразный или Ω — мелкий корытообразный. Наиболее распространёнными профилями в строительстве на сегодняшний день являются шпунт Ларсена L4, L5УМ(момент инерции 76430 см4/м.п., момент сопротивления 3555 см³/пог. м, удельный вес метра сваи 113 кг/пог. м, удельный вес стенки 227 кг/м², PU-18 (длина от 6 до 12 м, B = 600 мм, H = 430 мм, S = 9 мм, T = 11,2 мм, масса сваи 76,9 кг/пог. м, момент инерции 38 650 см4/пог м., момент сопротивления 1800 см³/пог. м).
Шпунт Ларсена изготавливают как из стали, так и из полимерных материалов.
Монтаж шпунта Ларсена осуществляется как погружением единичных шпунтин замок в замок, так и секций, состоящих из 3-7 шпунтин (в зависимости от глубины погружения, характеристик грунта, методов погружения). Монтаж секций осуществляется путем их предварительной сборки на поверхности грунта, подъёма при помощи траверсы на грузоподъёмном оборудовании, и последующего погружения шпунтин, начиная от крайних.
Длина шпунтов (глубина погружения) может доходить до 34 метров.
Способы монтажа шпунта Ларсена:
- погружение шпунтин при помощи вибропогружателя (наиболее распространённый способ);
- погружение копровой установки методом динамической забивки дизельными (наиболее дешёвый способ) и гидравлическими молотами;
- статическое вдавливание шпунтин.

## При реконструкции
Выбор способа погружения (забивка, вибропогружение или вдавливание) осуществляется с учётом допустимого расстояния между новыми и существующими фундаментами, которое определяется в зависимости от влияния на последние динамических воздействий. Для этой цели производятся пробная забивка свай и инструментальные измерения уровня колебаний грунта.
Перед началом производства работ производится обследование зданий и сооружений, расположенных на расстоянии до 20 м, с составлением акта об их состоянии с привлечением служб эксплуатации. Производство работ рядом с существующими ветхими зданиями ведётся с особой осторожностью, производятся наблюдения за появлением или раскрытием имеющихся трещин. Если расстояние меньше допустимого, обязательно ведётся наблюдение за деформациями и осадками существующих зданий и сооружений, а на расстоянии, равном допустимому, они ведутся, если:
- вблизи них есть или планируются котлованы, отметка дна которых ниже отметок подошвы обычных или низа ростверков свайных фундаментов;
- отсутствует боковая засыпка фундаментов на расстоянии от их края, равном полуторной глубине заложения;
- существующие здания находятся в зоне влияния подземных выработок (метро, тоннели и т. п.).

Для уменьшения деформаций оснований, сложенных песчаными грунтами, забивку и вибропогружение свай начинают с наиболее удалённых от здания рядов, а в основаниях, сложенных глинистыми грунтами, — с ближних рядов.
Если расстояние до существующих зданий и сооружений меньше допустимого и деформация основания и сооружения может достигать предельной величины, предусматриваются в проекте меры по уменьшению динамических воздействий посредством:
- устройства лидерных скважин для погружения свай;
- погружения свай с подмывом;
- снижения высоты падения ударной части молота;
- погружения свай и шпунта вибропогружением взамен забивки;
- уменьшения количества одновременно работающих молотов и вибропогружателей;
- применения метода вдавливания;
- применения при погружении шпунта обмазок для снижения трения по боковой поверхности и в замках.

Забивка свай и шпунта рядом с жилыми зданиями допускается только в дневное время, вблизи административных зданий — в ночное время, а рядом с учебными заведениями, театрами, клубами и т. п. — при отсутствии занятий, спектаклей или в перерывах между ними.

## Конструкции шпунтовой стенки
- Безанкерная конструкция шпунтовой стенки — без упора сверху, высотой до 6 м. Безанкерную стенку можно использовать со шпунтом Ларсен № 5; при необходимости строительства консольной стенки нужно использовать трубошпунт Рурки и Берегсталь.
- Шпунт «анкерная система». Инъекционный анкер устанавливается с отметкой ниже 70 см от верха дна котлована. Корень анкера нельзя заделывать в текучепластичные, текучие и слабые грунты.
- Консольная шпунтовая стенка (без анкера). В случае консольной стенки шпунта 2/3 h заглублено, 1/3 h стенки — выше дна котлована. Длина стенки должна быть выбрана с учетом водоупора (консольную стенку следует доводить до водоупора).